# Dorian Hanza
Dorian Junior Hanza Meha (Fuenlabrada, 12 maggio 2001) è un calciatore spagnolo naturalizzato equatoguineano, attaccante del Marbella FC e della nazionale equatoguineana.

## Carriera

### Club
Ha giocato tra la terza e la quarta divisione spagnola.

### Nazionale
Il 16 novembre 2021 ha esordito con la nazionale equatoguineana giocando l'incontro pareggiato 1-1 contro la Mauritania, valido per le qualificazioni al campionato mondiale di calcio 2022; è stato convocato per la Coppa delle nazioni africane 2021.

## Statistiche

### Presenze e reti nei club
Statistiche aggiornate al 18 novembre 2021.
| Stagione        | Squadra         | Campionato      | Campionato | Campionato | Coppe nazionali | Coppe nazionali | Coppe nazionali | Coppe continentali | Coppe continentali | Coppe continentali | Altre coppe | Altre coppe | Altre coppe | Totale | Totale |
| Stagione        | Squadra         | Comp            | Pres       | Reti       | Comp            | Pres            | Reti            | Comp               | Pres               | Reti               | Comp        | Pres        | Reti        | Pres   | Reti   |
| --------------- | --------------- | --------------- | ---------- | ---------- | --------------- | --------------- | --------------- | ------------------ | ------------------ | ------------------ | ----------- | ----------- | ----------- | ------ | ------ |
| 2020-2021       | EI San Martín   | TD              | 25         | 9          |                 | -               | -               |                    | -                  | -                  |             | -           | -           | 25     | 9      |
| 2021-2022       | Langreo         | SDR             | 10         | 5          |                 | -               | -               |                    | -                  | -                  |             | -           | -           | 10     | 5      |
| Totale carriera | Totale carriera | Totale carriera | 35         | 14         |                 | -               | -               |                    | -                  | -                  |             | -           | -           | 35     | 14     |

### Cronologia presenze e reti in nazionale
| Cronologia completa delle presenze e delle reti in nazionale ― Guinea Equatoriale | Cronologia completa delle presenze e delle reti in nazionale ― Guinea Equatoriale | Cronologia completa delle presenze e delle reti in nazionale ― Guinea Equatoriale | Cronologia completa delle presenze e delle reti in nazionale ― Guinea Equatoriale | Cronologia completa delle presenze e delle reti in nazionale ― Guinea Equatoriale | Cronologia completa delle presenze e delle reti in nazionale ― Guinea Equatoriale | Cronologia completa delle presenze e delle reti in nazionale ― Guinea Equatoriale | Cronologia completa delle presenze e delle reti in nazionale ― Guinea Equatoriale |
| Data                                                                              | Città                                                                             | In casa                                                                           | Risultato                                                                         | Ospiti                                                                            | Competizione                                                                      | Reti                                                                              | Note                                                                              |
| --------------------------------------------------------------------------------- | --------------------------------------------------------------------------------- | --------------------------------------------------------------------------------- | --------------------------------------------------------------------------------- | --------------------------------------------------------------------------------- | --------------------------------------------------------------------------------- | --------------------------------------------------------------------------------- | --------------------------------------------------------------------------------- |
| 16-11-2021                                                                        | Nouakchott                                                                        | Mauritania                                                                        | 1 – 1                                                                             | Guinea Equatoriale                                                                | Qual. Mondiali 2022                                                               | -                                                                                 | 46’                                                                               |
| 12-1-2022                                                                         | Douala                                                                            | Guinea Equatoriale                                                                | 0 – 1                                                                             | Costa d'Avorio                                                                    | Coppa d'Africa 2021 - 1º turno                                                    | -                                                                                 | 64’                                                                               |
| 16-1-2022                                                                         | Douala                                                                            | Algeria                                                                           | 0 – 1                                                                             | Guinea Equatoriale                                                                | Coppa d'Africa 2021 - 1º turno                                                    | -                                                                                 | 66’                                                                               |
| 20-1-2022                                                                         | Limbe                                                                             | Sierra Leone                                                                      | 0 – 1                                                                             | Guinea Equatoriale                                                                | Coppa d'Africa 2021 - 1º turno                                                    | -                                                                                 | 75’                                                                               |
| 26-1-2022                                                                         | Bamako                                                                            | Mali                                                                              | 0 – 0 (5 – 6 dtr)                                                                 | Guinea Equatoriale                                                                | Coppa d'Africa 2021 - Ottavi di finale                                            | -                                                                                 | 63’                                                                               |
| 23-3-2022                                                                         | Óbidos                                                                            | Guinea-Bissau                                                                     | 3 – 0                                                                             | Guinea Equatoriale                                                                | Amichevole                                                                        | -                                                                                 | Ingresso                                                                          |
| 29-3-2022                                                                         | Óbidos                                                                            | Angola                                                                            | 0 – 0                                                                             | Guinea Equatoriale                                                                | Amichevole                                                                        | -                                                                                 | 74’                                                                               |
| 2-6-2022                                                                          | Radès                                                                             | Tunisia                                                                           | 4 – 0                                                                             | Guinea Equatoriale                                                                | Qual. Coppa d'Africa 2023                                                         | -                                                                                 | 57’                                                                               |
| 6-6-2022                                                                          | Malabo                                                                            | Guinea Equatoriale                                                                | 2 – 0                                                                             | Libia                                                                             | Qual. Coppa d'Africa 2023                                                         | -                                                                                 | 66’                                                                               |
| 23-9-2022                                                                         | Bata                                                                              | Guinea Equatoriale                                                                | 0 – 0                                                                             | Ruanda                                                                            | Amichevole                                                                        | -                                                                                 | 69’                                                                               |
| 28-3-2023                                                                         | Francistown                                                                       | Botswana                                                                          | 2 – 3                                                                             | Guinea Equatoriale                                                                | Qual. Coppa d'Africa 2023                                                         | -                                                                                 | 83’                                                                               |
| 6-9-2023                                                                          | Tripoli                                                                           | Libia                                                                             | 1 – 1                                                                             | Guinea Equatoriale                                                                | Qual. Coppa d'Africa 2023                                                         | -                                                                                 | 66’                                                                               |
| 20-11-2023                                                                        | Paynesville                                                                       | Liberia                                                                           | 3 – 0 tav                                                                         | Guinea Equatoriale                                                                | Qual. Mondiali 2026                                                               | -                                                                                 | 90’                                                                               |
| 5-6-2024                                                                          | Tunisi                                                                            | Tunisia                                                                           | 1 – 0                                                                             | Guinea Equatoriale                                                                | Qual. Mondiali 2026                                                               | -                                                                                 | 76’                                                                               |
| 10-6-2024                                                                         | Malabo                                                                            | Guinea Equatoriale                                                                | 1 – 0                                                                             | Malawi                                                                            | Qual. Mondiali 2026                                                               | -                                                                                 | 90+1’                                                                             |
| 5-9-2024                                                                          | Orano                                                                             | Algeria                                                                           | 2 – 0                                                                             | Guinea Equatoriale                                                                | Qual. Coppa d'Africa 2025                                                         | -                                                                                 | 77’                                                                               |
| 9-9-2024                                                                          | Malabo                                                                            | Guinea Equatoriale                                                                | 2 – 2                                                                             | Togo                                                                              | Qual. Coppa d'Africa 2025                                                         | -                                                                                 | 79’                                                                               |
| 14-10-2024                                                                        | Monrovia                                                                          | Liberia                                                                           | 1 – 2                                                                             | Guinea Equatoriale                                                                | Qual. Coppa d'Africa 2025                                                         | 1                                                                                 | 87’                                                                               |
| 14-11-2024                                                                        | Malabo                                                                            | Guinea Equatoriale                                                                | 0 – 0                                                                             | Algeria                                                                           | Qual. Coppa d'Africa 2025                                                         | -                                                                                 | 74’ 90+4’                                                                         |
| 17-11-2024                                                                        | Lomé                                                                              | Togo                                                                              | 3 – 0                                                                             | Guinea Equatoriale                                                                | Qual. Coppa d'Africa 2025                                                         | -                                                                                 |                                                                                   |
| Totale                                                                            |                                                                                   | Presenze                                                                          | 20                                                                                |                                                                                   | Reti                                                                              | 1                                                                                 |                                                                                   |